# Kurobe (fiume)
Il Kurobe (黒部川?, Kurobe-gawa) è un fiume della prefettura di Toyama, in Giappone. Lungo 86 km, ha un bacino di 689 km².
Il fiume nasce dal Monte Washiba nei Monti Hida e scava la profonda valle nota come gola di Kurobe. Esce dai monti a Unazuki e forma una conoide di deiezione che sprofonda direttamente nel Mare del Giappone.
L'abbondante flusso e il ripido gradiente del fiume Kurobe offrono condizioni ideali per la produzione di energia idroelettrica. La diga di Kurobe è la diga più alta del Giappone.
Il nome Kurobe è privo di significato in giapponese. Sembra essere un nome ainu, kur pet [kuɾᵘbet] "fiume ombroso".